# 311 Claudia
Claudia (asteroide 311) é um asteroide da cintura principal com um diâmetro de 24,05 quilómetros, a 2,8751188 UA. Possui uma excentricidade de 0,0078441 e um período orbital de 1 801,79 dias (4,93 anos).
Claudia tem uma velocidade orbital média de 17,49664619 km/s e uma inclinação de 3,22488º.
Este asteroide foi descoberto em 11 de Junho de 1891 por Auguste Charlois.